# سامانثا بريك
سامانثا بريك (بالإنجليزية: Samantha Brick) هي صحفية بريطانية، ولدت في 1971 في برمنغهام في المملكة المتحدة.

## وصلات خارجية
- سامانثا بريك على موقع IMDb (الإنجليزية)